# Zazen

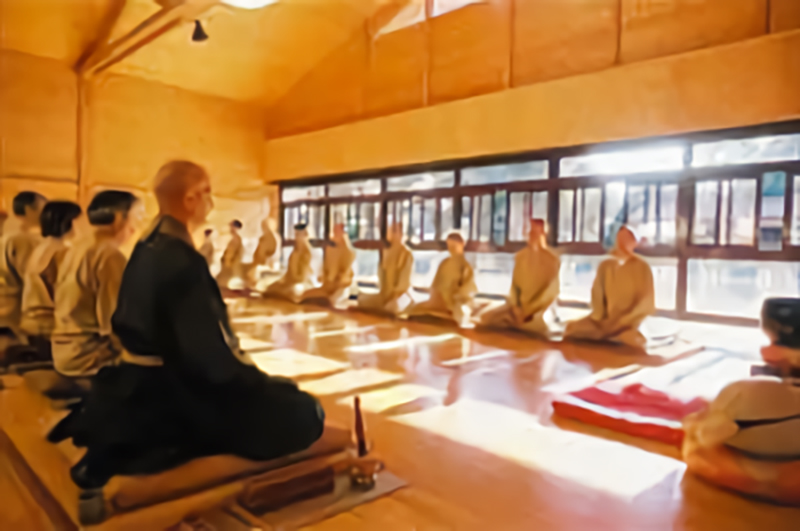
A zazen gyakorlása egy európai zen központban

A zazen (坐禅, kínaiul zuò chán) ülőmeditációt jelent japánul. A rinzai iskola módszere szerint a tudatot zazen közben kóanokra fókuszálják. A szótó a „szívből jövő ülés”, a sikantaza eszközét helyezi a gyakorlás középpontjába. Eszerint a cél nem a megvilágosodás – hiszen a megvilágosodás hajszolása világi vágy –, inkább a tudat megtisztítása, ami önmagában elvisz a nirvánába.

## Technikája

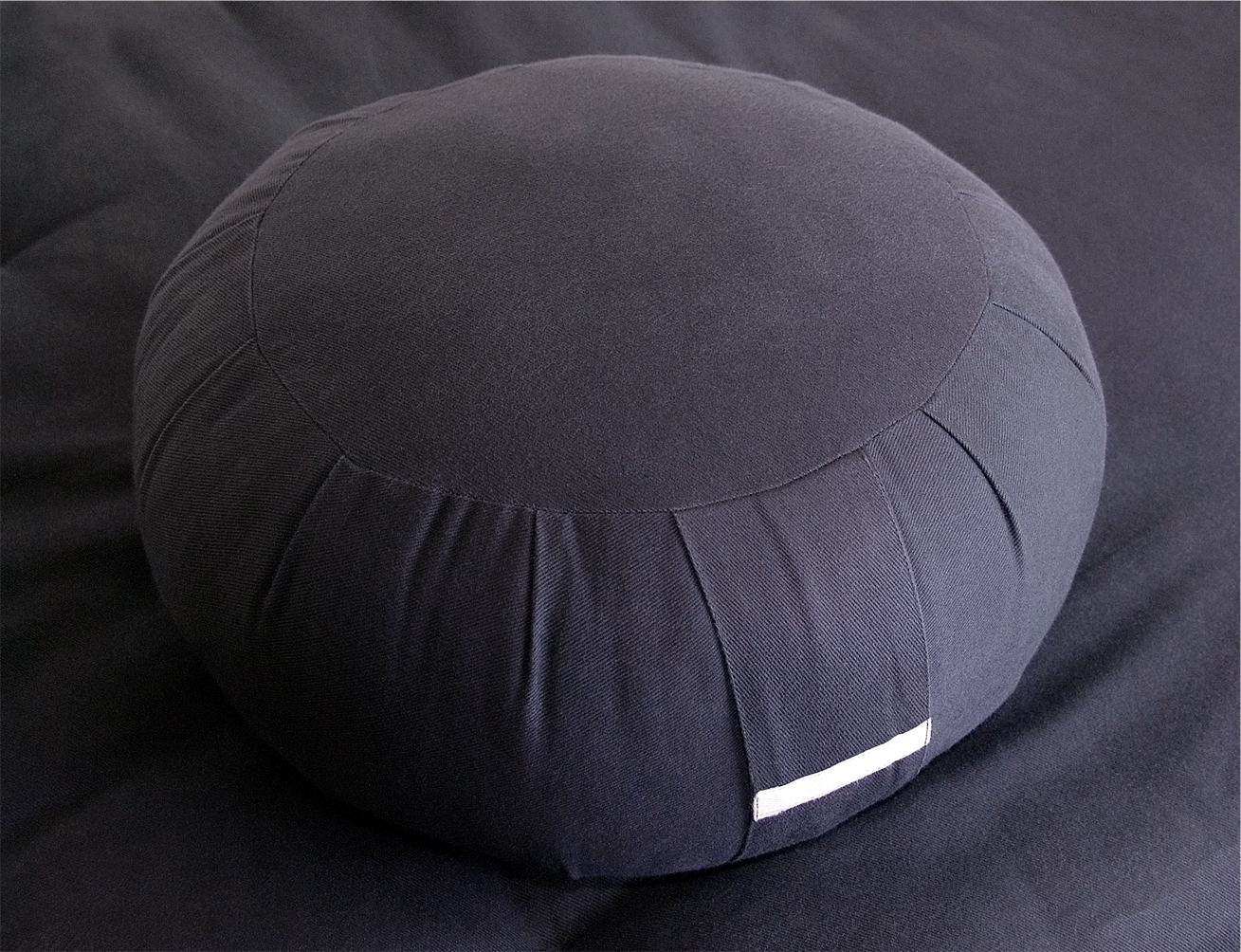
A meditációhoz használt ülőpárna

Zazent ülni roppant egyszerű; azt mondják, hogy épp ez az egyszerűség a nehéz benne. Mint sok dolognál, a zazennél is igaz, hogy csak gyakorlással lehet igazán elsajátítani.
1. Elengedhetetlen kelléke a zazennek egy ülőpárna. Ez azért fontos, mert a medencét meg kell dönteni előrefelé, ami a puszta földön ülve nehéz.
2. A párnára úgy kell leülni, hogy a térdek stabilan álljanak a földön. Hagyományosan a teljes vagy a féllótusz pozitúrát ajánlják. A teljes lótuszt a legelszántabb buddhisták se alkalmazzák túl gyakran, mert nagyon megterheli a térdeket. A féllótusz sokkal inkább térdkímélő, de sokaknak nem megy. Ezen az ún. baddha konaszana jógagyakorlattal lehet segíteni. Amíg viszont nem megy, a japán ülés is megteszi, az ülőpárnát élére állítva a lábak közé véve.
3. A medence dőljön előre. A cél az, hogy a gerincoszlop, a nyakat is beleértve, egyenes legyen, ez pedig másképp csak nagy erőfeszítések árán lehetséges, az viszont nem fér össze a zazen meditatív jellegével.
4. A tenyerek nézzenek felfelé, a bal kéz feküdjön a jobb tenyérben. Nagyjából úgy kell találkozniuk, hogy a középső ujjak belső két ujjperce egymást fedje. A hüvelykujjak legyenek egyenesek és finoman érjenek össze, ne feszüljenek egymásnak.
5. A szemek maradjanak félig nyitva, a tekintet essen nagyjából egy méterre előre, kb. 45 fokos szögben. A gyakorlati megfontolás emögött egyrészt az, hogy a szerzetesek a hosszabb meditációk alatt hajlamosak elaludni, ami nyitott szemmel valamivel nehezebb; másrészt az, hogy a gyakorló ne tekintsen a világra kizárandó hatásként, hanem a külső világot a zen szerves részének tekintse. A tekintet ne koncentráljon kifejezetten semmire.
6. A lélegzet ne a mellkasba, hanem a hasba áramoljon. Legyen mélyek és lassú, ilyenkor általában 5-7-szer vesznek levegőt percenként, de gyakorlottabbaknál ez kevesebb is lehet. A levegővételek ne legyenek erőltetettek, törekedni kell a természetességre. Úgy jó, ha a mellkas és a has tájéka laza, ezt nem könnyű egyenes gerincoszlop nélkül megcsinálni. A kilégzés legyen hosszabb a belégzésnél, kezdeti mércének a 2 : 1 arány is megfelelő.

Egyszerre általában 30-40 percet szokás így ülni. Hogy ez alatt a gyakorló mit csinál, igények válogatják. Számolhatja például a kilégzéseit, koncentrálhat a harájára, azaz a köldöke alatt két ujjnyira lévő területre, vagy ha már nagyobb tapasztalata van, meditálhat egy kóanon vagy megpróbálhatja kiüríteni a fejéből a gondolatait.